# Samuel Ringgold Ward
Samuel Ringgold Ward (17 ottobre 1817 – 1866 circa) è stato un editore statunitense.
Afroamericano che scappò dalla schiavitù per diventare un abolizionista, è autore del libro Autobiography of a Fugitive Negro: his anti-slavery labours in the United States, Canada and England, scritto dopo i suoi discorsi tenutisi nel 1853 in Gran Bretagna. Ciò gli permise di raccogliere fondi per la Anti-slavery Society of Canada dove gli schiavi fuggiti dagli Stati Uniti d'America si rifugiarono negli anni 1850.

## Gli anni della giovinezza
Samuel Ringgold Ward nacque schiavo nel 1817 sulla sponda orientale del Maryland, ma fuggì da bambino con i suoi genitori (William e Anne) nel 1820 nel New Jersey e poi si trasferì a New York nel 1826.
Una volta sistemati, i genitori di Ward lo iscrissero ad una African Free School. Le African Free School erano scuole aperte agli schiavi dalla New York Manumission Society, associazione che promuoveva l'abolizione della schiavitù.

## L'impegno pastorale e abolizionista
Dopo aver lasciato la scuola, Samuel Ward lavorò come insegnante e sviluppò un vivo interesse per l'abolizionismo. 
Nel 1838 si sposò con Miss Reynolds quando insegnava a Newark.

A 23 anni, nel maggio 1839, ebbe il permesso di predicare il Vangelo dalla New York Congregational Association, riunita a Poughkeepsie. Nel novembre dello stesso anno, fu nominato agente viaggiante della prima American Antislavery Society
e in seguito della New York Anti-Slavery Society, e nel 1841 ottenne la nomina a pastore. Nell'aprile dello stesso anno accettò l'invito unanime della Congregational Church di South Butler Contea di Wayne (New York), di essere il loro pastore, e nel settembre dello stesso anno fu ordinato pubblicamente loro ministro (più tardi, nel 1853, la Butler Congregational Church, nominò Antoinette Louisa Brown - la prima donna pastore negli Stati Uniti).
Nel 1843 Samuel Ward rinunciò a malincuore all'attività pastorale, avendo contratto una malattia all'ugola e alle tonsille, che compromise le sue capacità di oratore. Nel dicembre dello stesso anno si recò a Ginevra, dove iniziò a studiare medicina con i dottori Williams e Bell.
La sua voce migliorò e tornò in America, dove fu nominato parroco della chiesa congregazionale a Cortland Village, New York, nel 1846.
Le sue convinzioni sulla fine della schiavitù e le sue capacità oratorie lo portarono alla politica; entrò prima nel Liberty Party nel 1840 e più tardi nel Free Soil Party nel 1848, diventando uno dei pochi di quest'ultimo partito interessato all'abolizionismo e quindi contrario all'ulteriore inclusione di stati schiavisti nell'organizzazione.
Altri abolizionisti, sia bianchi che di colore, erano ben consapevoli delle capacità oratorie di Ward e lodarono il suo intenso impegno nel movimento abolizionista. La sua attività lo portò a stretto contatto con il compagno oratore e abolizionista Frederick Douglass, che disse di lui: "Come oratore e pensatore [Ward] era di gran lunga superiore a tutti noi" e che "l'eccellenza del suo intelletto è andata direttamente alla gloria della razza".
Pochi progressi furono fatti in America, mentre lui era via ed egli constatava che "qui ho visto di più la follia, la malvagità e al tempo stesso l'invincibilità dell'odio americano per i neri, che io abbia mai visto altrove". In quel periodo, il figlio più giovane, William Reynolds Ward, morì e fu sepolto, e nacquero due delle sue figlie, Emily e Alice. Da Cortland la famiglia si trasferì a Syracuse, New York, nel 1851. Tuttavia il soggiorno fu breve, perché Samuel Ward partecipò al "Rescue Jerry" (salvataggio di William Henry, soprannominato Jerry, uno schiavo fuggito), il primo giorno del mese di ottobre di quell'anno, che lo costrinse ad emigrare con una certa fretta in Canada, il novembre seguente.
Durante gli ultimi anni di residenza di Samuel Ward negli Stati Uniti, era diventato editore e in parte proprietario di due giornali: il Farmer and Northern Star e l'Impartial Citizen di Boston. Fu un convinto sostenitore della necessità di "attività anti-schiavitù, organizzazioni, agitazione, e giornali" e consapevole della necessità che i giornali non fossero censurati, o peggio, come nel caso dell'uccisione di Elijah P. Lovejoy,
iniziò a studiare diritto.

## La sua attività contro la schiavitù in Gran Bretagna
La competenza di Samuel Ward fu richiesta in Canada. Gli fu offerto di collaborare con la Anti-Slavery Society of Canada, che decise di inviarlo in Gran Bretagna per promuovere le attività contro la schiavitù. Gli fu dato il nome di contatti a Londra che erano disposti ad ospitarlo, per rafforzare il loro lungo lavoro contro la schiavitù, ed erano disposti ad aiutarlo per organizzare una raccolta di fondi per quella causa, per il Canada.
La preparazione di Ward era nota e fu ben accolto in Gran Bretagna all'inizio del 1853, come egli stesso racconta:
(Ward, Autobiography of a Fugitive Negro, p. 245)
Alla riunione annuale della Congregational Union, Samuel Ward fu formalmente presentato ai membri da parte del Segretario, Rev. George Smith della Trinity Independent Chapel in compagnia del Rev. Charles Beecher, il fratello di Harriet Beecher Stowe che non aveva incontrato prima. Una cena per i ministri e delegati della Congregazione fu organizzato presso l'Hotel Radley, dove Samuel Ward tenne il suo primo discorso a Londra contro la schiavitù, riferendo la necessità di un sostegno finanziario per il Canada:
(Ward, Autobiography of a Fugitive Negro, p. 246)
La visita di Samuel Ward a Londra era, ritenne, il momento più fortunato per il suo sforzo di raccolta fondi: "il duplice fatto che La capanna dello zio Tom era nelle mani di ogni persona e nel cuore, e la sua autrice di talento era ospite del popolo inglese. Per le finalità anti-schiavitù, un momento più favorevole non avrebbe potuto essere scelto per visitare l'Inghilterra".
Come Samuel Ward ha inoltre spiegato: "Quando la signora Stowe arrivò in Inghilterra ... il libro da un lato dell'Atlantico, l'allocuzione (di James Sherman) dall'altro lato ... risvegliarono la maggiore attenzione alla causa anti-schiavitù in Inghilterra, nel 1853, che si fosse mai vista dalla mobilitazione sulla questione dell'emancipazione nel 1832".
Ward, dopo aver incontrato la signora Stowe in casa del Rev. James Sherman accanto alla sua Cappella Surrey in Blackfriars Road, nel maggio del 1853, fu invitato a rimanere al 'Surrey Chapel Parsonage' insieme con il marito della signora Stowe, il Rev. Dott. Calvin Ellis Stowe, e il fratello Rev. Charles Beecher, per tre settimane.
Il 7 giugno 1853 Samuel Ward pronunciò il suo più importante discorso contro la schiavitù a Londra, e si assicurò che Lord Shaftesbury avrebbe assunto la presidenza. L'appello di Ward ebbe un impatto positivo, quasi immediatamente - il 21 giugno - portò alla formazione di un comitato londinese destinato a raccogliere un sostegno finanziario per l'Anti-Slavery Society of Canada. Il Comitato comprendeva Lord Shaftesbury, il Rev. James Sherman, e S. H. Horman-Fisher, con G. W. Alexander, tesoriere. Ciò portò a diversi mesi di frenetico impegno in conferenze per Samuel Ward. Ricette inviti a parlare alla London Missionary Society, ente affine di beneficenza, e dai pulpiti delle più illustri Dissenting divines nel paese.
Viaggiando per la sua causa, si recò in quasi tutte le contee dell'Inghilterra e poi in Scozia. Dopo soli dieci mesi, raccolse circa 1 200 £ di donazioni e fu possibile chiudere il comitato organizzatore. Un'ultima, grande riunione si tenne presso Crosby Hall il 20 marzo 1854, presieduta da Samuel Gurney, dove Samuel Ward fu accompagnato da molti di coloro che lo avevano aiutato - Rev. James Sherman, Samuel Horman Horman-Fisher, L. A. Chamerovzow, Esq., il reverendo James Hamilton D. D., il reverendo John Macfarlane e Josiah Conder.
Il successo di Samuel Ward permise alla Anti-slavery society of Canada di finanziare la sua opera a sostegno degli schiavi fuggiti dagli Stati Uniti, e l'anno successivo, nel 1855, Ward pubblicò il suo importante libro, Autobiography of a Fugitive Negro, una dettagliata biografia della sua vita.
Il ricavato gli permise di ritirarsi in Giamaica.

## Gli ultimi anni
Samuel Ringgold Ward morì probabilmente nel 1866 dopo aver trascorso i suoi ultimi undici anni di vita come ministro del culto e agricoltore in Giamaica.

### Riviste
- Burke, Ronald K. "THE IMPARTIAL CITIZEN of Samuel Ringgold Ward." Journalism Quarterly 49 (1972): 759-760.
- _ "The Antislavery Activities of Samuel Ringgold Ward in New York State." Afro-Americans in New York Life and History, 2 (1978) 17-28.
- _ "Samuel Ringgold Ward and Black Abolitionism: Rhetoric of Assimilated Christology." The Journal of Communicztion and Religion. 19 (1996) 61-71.